# Zinzendorfové
Zinzendorfové (německy Zinzendorf nebo Zinzendorfer, též Grafen und Herren von Zinzendorf und Pottendorf – hrabata a páni z Zinzendorfu a Pottendorfu) je jméno starošlechtického rodu usazeného v Rakousku. Pocházejí ze starého dolnorakouského panského rodu odvozující svůj původ od trhové obce Ruprechtshofen v okrese Melk v Dolních Rakousích.
Rod Zinzendorfů a Pottendorfů se původem i erbem liší od Sinzendorfů, jedná se o jiný rod a neměl by být zaměňován.

## Historie

### Původ a vlastnictví
Zinzendorfové patří k nejstarším panským rodům v Dolních Rakousích, i v zemích nad Enží. Zároveň patří mezi dvanáct tzv. apoštolských rodů Rakouska, které zde byly usedlé již v době panování Babenberků (tzn. v letech 976 až 1246). Ti měli dle prastaré tradice zřídit první zemské desky v Dolním Rakousku. Jedním z prvních domovských sídel rodu bylo podle všeho v blízkosti kláštera Lilienfeld v obci Lilienfeld v Dolních Rakousích. S cisterciáckým klášterem v Lilienfeldu udržoval rod blízké vztahy po několik staletí. V lilienfeldském archivu existuje množství listin zmiňující rod. Zinzendorfové a Pottendorfové byli poprvé písemně zmíněn roku 1114 Hermannem, augsburským biskupem, v zakládací listině kláštera. Přitom zmínil jistého Wisinta de Cincendorf coby svědka. Další listiny jsou z let 1144, 1176 a v listině z roku 1190 je zmíněn Otto I. de Czinczendorf. Od tohoto předka je zinzendorfská doložena nepřerušená rodová linie až po vyhasnutí rodu.

#### Původní sídlo Zinsenhof
Původní sídlo Zinzendorfů byl Zinsenhof (Czinczenhof), panství u Ruprechtshofenu v dolnorakouském okrese Melk. Existuje dosud a slouží jako pokusný pozemek Vyšší odborné školy zahradnické (Vídeň-Schönbrunn).

#### Hrad Schwarzenbach
Zinzendorfové vlastnili také hrad Schwarzenbach (dnes již zřícenina hradu) na Schlossbergu v dolnoakouské trhové obci Schwarzenbach.

#### Karlstetten, dvojhrad a vodní hrad a linie Baudissin-Zinzendorf
Když roku 1813 zemřel Karel z Zinzendorfu bez potomků, dědil po něm jeho prasynovec Jindřich August z Baudissinu († 1834) jeho dolnorakouský panství Karlstetten, dvojhrad a zámek Wasserburg. Jindřich August přijal rovněž prastrýcovo jméno a erb (hrabě z Baudissin-Zinzendorf-Pottendorfu / Graf von Baudissin-Zinzendorf-Pottendorf) a byl mu v léno udělen úřad nejvyššího zemského lovčího v zemích pod Enží. V roce 1912 prodali ve Šlesvicku-Holštýnsku usazení Baudissinové své nemovitosti v Rakousku.

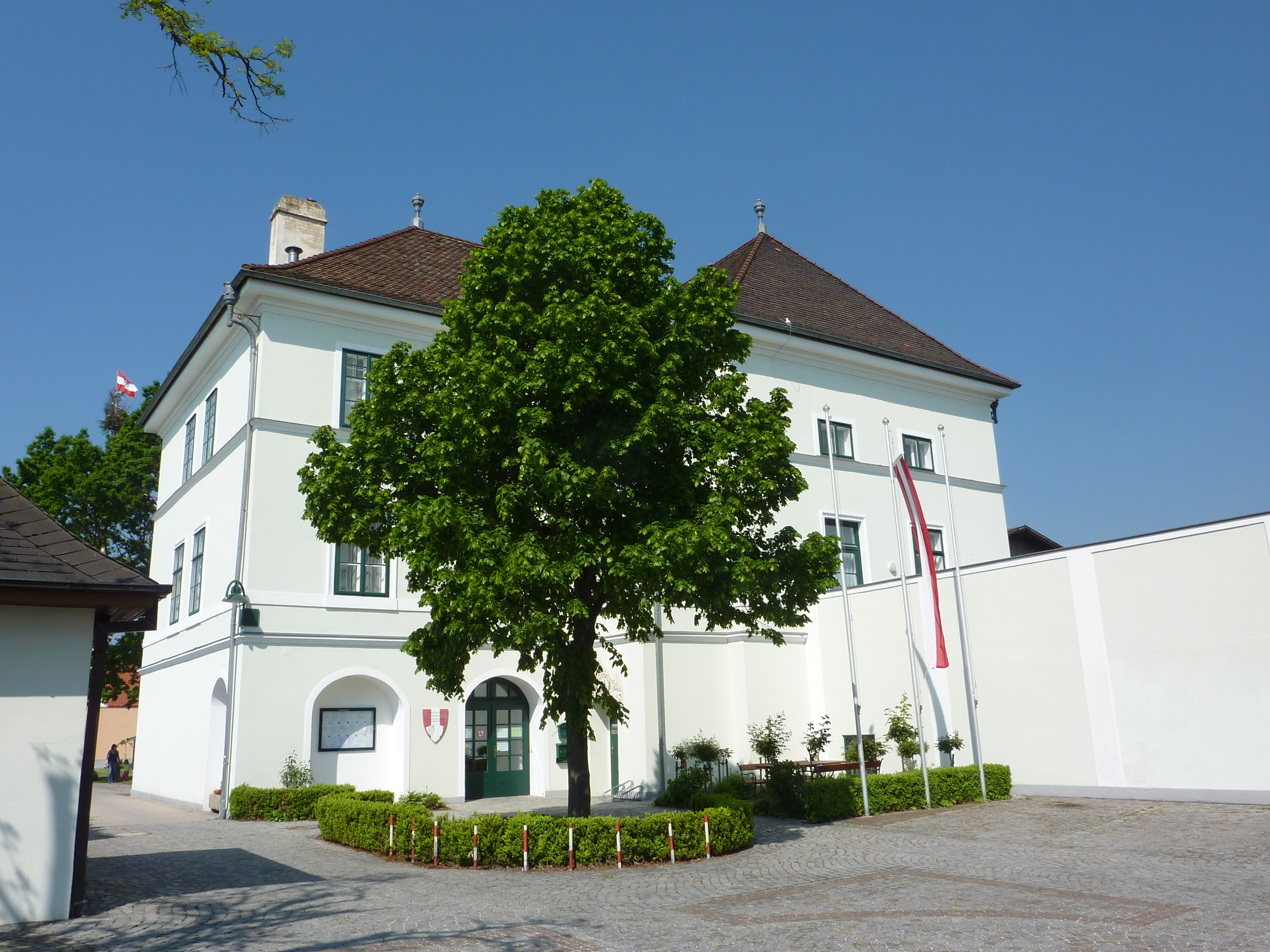
Zámek Karlstetten, kdysi v držení Zinzendorfů
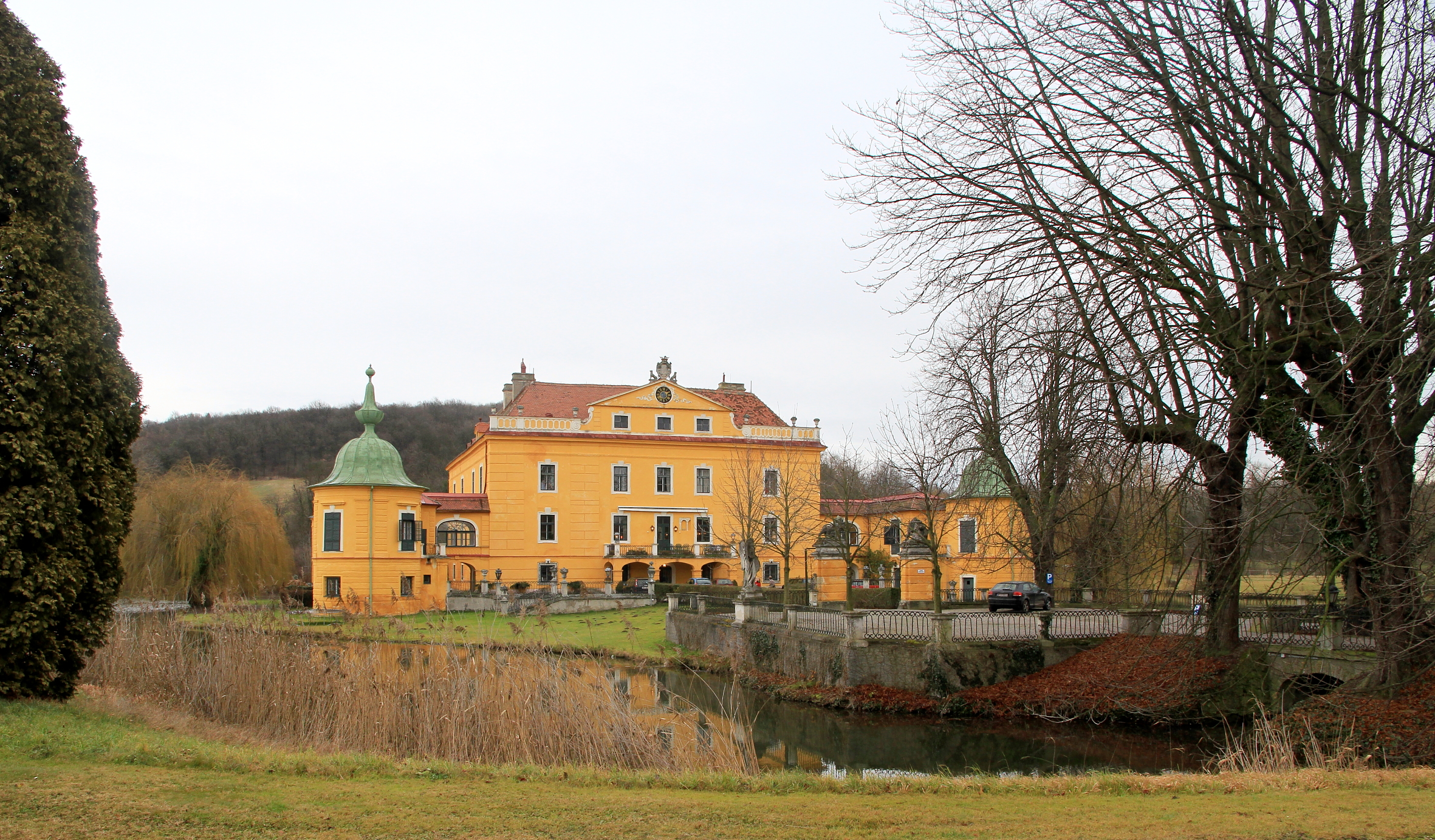
Zámek Wasserburg, kdysi v držení Zinzendorfů
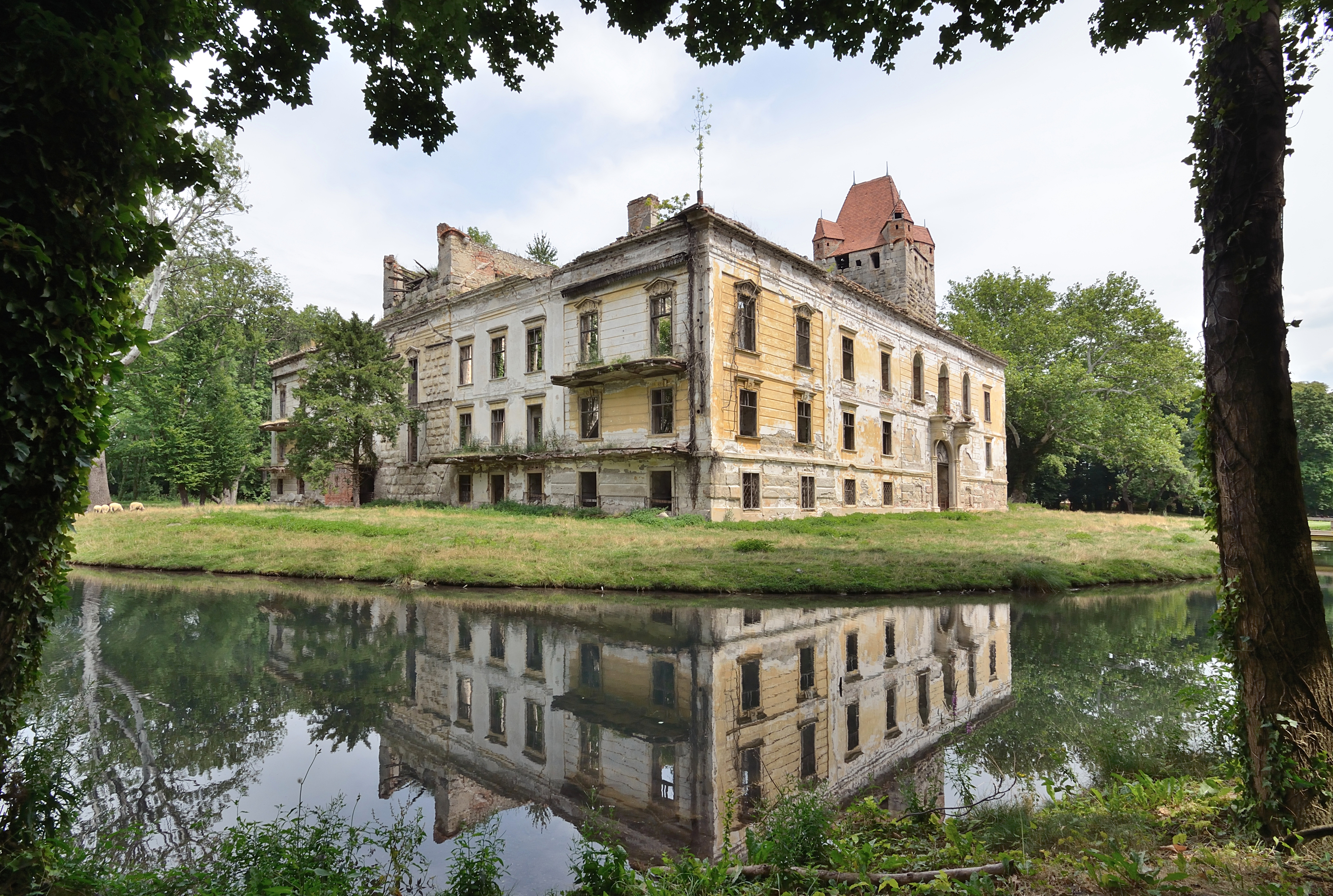
Zámek Pottendorf, kdysi v držení Zinzendorfů
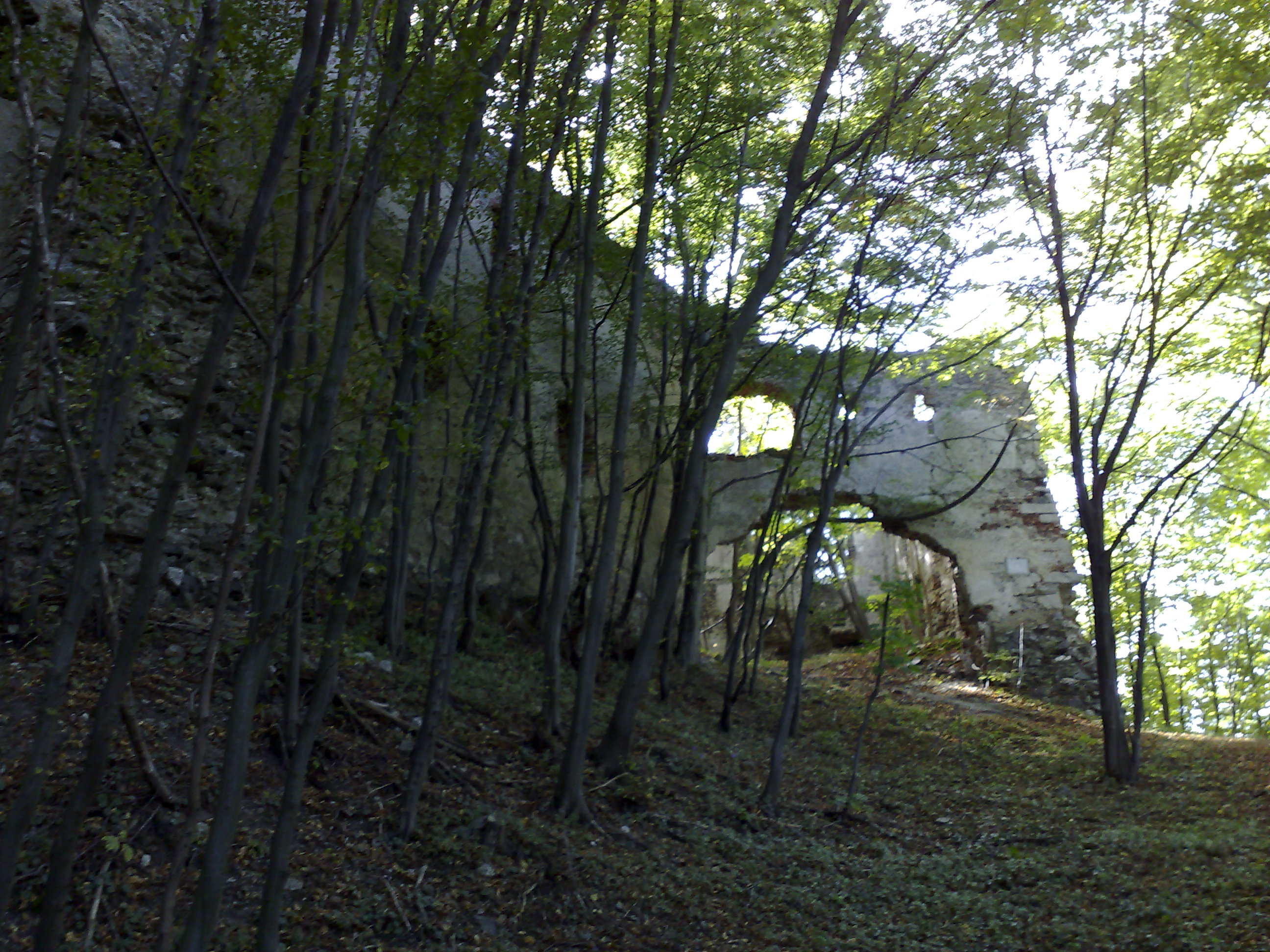
Hrad Schwarzenbach (Dolní Rakousy), kdysi v držení Zinzendorfů

## Osobnosti rodu
- Chadolt II. z Zinzendorfu (* před rokem 1365), v roce 1365 spolupodepsal zemskou zakládací listinu Vídeňské univerzity
- Kryštof VI. z Zinzendorfu (* před rokem 1492 † 1535), císařský rada Maxmiliána I., pán na Pottendorfu, Feistritz, Ober- a Nieder-Hausecku atd.; přikoupil Wasserburg, Karlstetten a další a 18. února 1516 obdržel od císaře Maxmiliána I. úřad lovčího Rakouského knížectví jako dědičný manství pro nejstaršího potomka rodu. V roce 1492 se oženil se Sophií, dědičkou po Bedřichovi, posledním svobodném pánu z Pottendorfu, která své jméno a dědictví přinesla Zinzendorfům
- Jan Jáchym z Zinzendorfu a Pottendorfu (27. prosince 1570 – 29. ledna 1626), v roce 1595 se oženil s Jitkou (Judith) z Lichtenštejna (1570-1621), sestrou Karla I., prvního knížete z Lichtenštejna. Od roku 1605 byl zmocněncem panského stavu, vytvořil jako staršina rodu z četných panství jediný rodový fideikomis.
- Albrecht VII. z Zinzendorfu a Pottendorfu (24. srpna 1619, Karlsbach – 7. října 1683), císařský skutečný tajný rada, nejvyšší dvorní maršál a rytíř Řádu zlatého rouna. Roku 1662 byl společně se svými čtyřmi bratranci povýšen do říšského hraběcího stavu
- Maxmilián Erasmus říšský hrabě a pán z Zinzendorfu a Pottendorfu (1633–1672)
- František Ludvík z Zinzendorfu (1661-1742)
- Jiří Ludvík říšský hrabě a pán z Zinzendorfu a Pottendorfu (1662-1700), otec Mikuláše Ludvíka
- Bedřich Kristián říšský hrabě a pán z Zinzendorfu a Pottendorfu (1697-1756), stavebník nového zámku v saském Hofu
- Amálie Regina z Zinzendorfu (1663-1709), jako poručnice-regentka říšského hrabství Ortenburg zde roku 1703 zavedla všeobecnou povinnou školní docházku
- Mikuláš Ludvík z Zinzendorfu (1700-1760), zakladatel ochranovského Moravského bratrstva, podruhé ženatý s básnířkou Annou Nitschmannovou, dcerou prvního biskupa moravanů, Davida Nitschmanna (1715–1760)
- Erdmuta Dorotea z Zinzendorfu, roz. Reussová z Ebersdorfu (1700–1756)
- Ludvík z Zinzendorfu (1721-1780)
- Zuzana Magdalena říšská hraběnka z Zinzendorfu a Pottendorfu (1723-1785)
- Renatus z Zinzendorfu (1727-1752)
- Bedřich August z Zinzendorfu (1733-1804)
- Karel z Zinzendorfu (1739-1813), byl posledním mužským potomkem rodu a smrtí jeho mladší sestry Maria Josefy v roce 1817 rod zcela vyhasl. Jejich jméno a erb převzal jeho prasynovec a dědic Jindřich August z Baudissina († 1834).

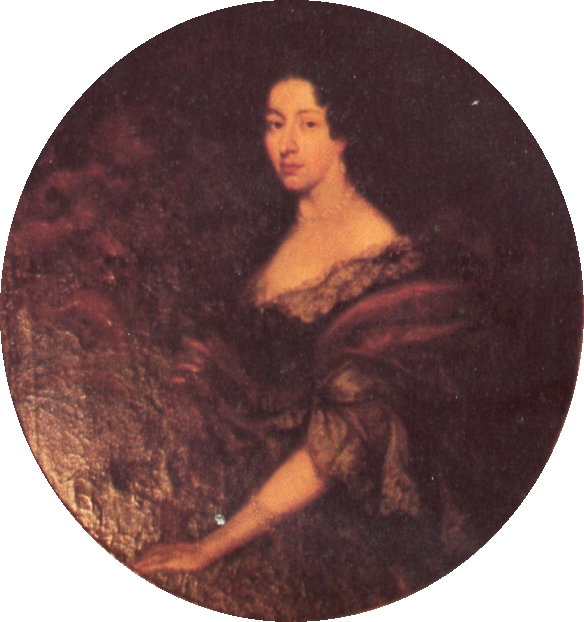
Amálie Regina z Zinzendorfu (1663-1709), též hraběnka z Ortenburgu
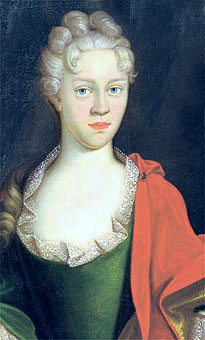
Erdmuta Dorotea z Zinzendorfu (1700-1756), německá pietistka a autorka církevních textů
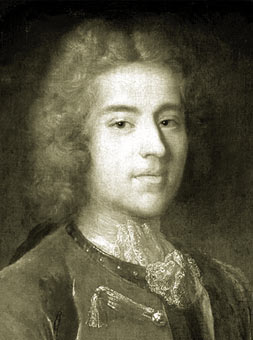
Mikuláš Ludvík z Zinzendorfu (1700-1760), německý luterský pietistický teolog
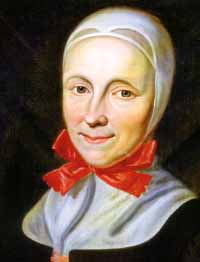
Anna Nitschmannová (1715-1760), lyrická básnířka, dcera prvního biskupa moravské církve Davida Nitschmanna, druhá manželka Mikuláše Ludvíka z Zinzendorfu